# ألكسندر الرابع
البابا الكسندر الرابع (1199 أو 1185 – 25 أيار / مايو 1261) تولى الكرسي البابوي من 12 كانون الأول / ديسمبر 1254 إلى وفاته في 1261.
كان اسمه عند الولادة رينالدو دي جن في مدينة «جن» (الآن في مقاطعة روما) وهو من الأسرة دي كونتي دي سيغنا من جهة والدته، مثل البابا إنوسنت الثالث و البابا غريغوري التاسع.  رفعه عمه غريغوري التاسع إلى درجة الكاردينال وحامي  الفرنسيسكان في عام 1227، ثم آمين خزانة الكنيسة الرومانية المقدسة من 1227 حتى 1231 و أسقف أوستيا في 1231 (أو 1232). أصبح عميد كلية الكرادلة المقدسة عام 1244 (أو 1240). انتخب بابا عقب وفاة البابا إنوسنت الرابع في 1254 في نابولي في 12 كانون الأول / ديسمبر 1254.
كان انتخابه للموقع البابا مدفوعا بالجهود التي كانت تحاول توحيد الكنائس الأرثوذكسية الشرقية مع الكنيسة الكاثوليكية، و بإنشاء محاكم التفتيش في فرنسا، وبتفضيل مذهب المذيكانتي، و محاولة لتنظيم حملة صليبية ضد التتار بعد الغارة الثانية ضد بولندا في عام 1259.